# Лопатинка заливна
Лопатинка заливна (Scapania irrigua) — вид печіночників порядку юнгерманіальних (Jungermanniales).

## Поширення
Батьківщиною є Європа, Північна Америка, Азія.